# Ascouracaridae
Famille
Les Ascouracaridae sont une famille d'acariens.

## Description
Les espèces de la famille des Ascouracaridae présentent une taille grande à très grande (supérieure à 1 mm) et ont un hysterosoma (pl) de forme sphérique.

## Liste des genres
Selon GBIF (12 mars 2024) :
- Ascogastra Gaud & Atyeo, 1976
- Ascouracarus Gaud & Kolebinova, 1973
- Cystoidosoma Gaud & Atyeo, 1976
- Gallilichus d'Souza & Jagannath, 1982
- Orphanacarus Gaud & Atyeo, 1976
- † Pyonacarus Gaud & Atyeo, 1976
- Vassilevascus Dabert & Ehrnsberger, 1995

## Classification
Le nom valide de ce taxon est Ascouracaridae Gaud (d) & Atyeo (d), 1976,. Cette famille a été initialement décrite, sous le taxon Ascouracarinae, comme une sous-famille des Syringobiidae.
Les Ascouracaridae ont pour synonyme Ascouracarinae.

## Publication originale
- J. Gaud et W. T. Atyeo, « Ascouracarinae, n. sub. fam. des Syringobiidae, Sarcoptiformes Plumicoles », Acarologia, Les Amis d'Acarologia (d), vol. 18, no 1,‎ 9 juillet 1976, p. 143-162 (ISSN 0044-586X, 2107-7207 et 0044-586X, OCLC 782068715, lire en ligne).